# 冠海龍屬
冠海龍屬，為輻鰭魚綱棘背魚目海龍科的其中一屬。

## 下属物种
- 環紋冠海龍（Corythoichthys amplexus）
- Corythoichthys benedetto
- 黃帶冠海龍（Corythoichthys flavofasciatus）：又稱黃帶海龍、帶紋冠海龍。
- 紅鰭冠海龍（Corythoichthys haematopterus）：又稱紅鰭海龍。
- 海島冠海龍（Corythoichthys insularis）
- 內冠海龍（Corythoichthys intestinalis）
- 黑胸冠海龍（Corythoichthys nigripectus）
- 晴斑冠海龍（'Corythoichthys ocellatus）
- 帕氏冠海龍（Corythoichthys paxtoni）
- 多名冠海龍（Corythoichthys polynotatus）
- 舒氏冠海龍（Corythoichthys schultzi）：又稱史氏海龍。